# Лерос Гео Багратович
Гео Багратович Лерос (ім'я при народженні Геворг Багратович Курехян; нар. 24 квітня 1989, Київ) — український режисер, арткуратор вірменського походження, народний депутат. Позаштатний радник Президента України Зеленського з 24 червня 2019 до 20 березня 2020 року.

## Життєпис
Закінчив факультет міжнародного права в Академії адвокатури України.
Засновник артпроєкту Art United Us і громадської організації «Сіті-Арт». Був волонтером благодійного фонду «Сестри перемоги». Радник Міністра інформаційної політики України та радник Київського міського голови з питань культури (на громадських засадах). Автор документального фільму про реформу поліції. У межах проєктів City-Art та Art United Us, ініціатором яких був Гео Лерос, створено близько 70 муралів в Україні. Був куратором проєкту «More than us» від Міністерства інформаційної політики, а саме привіз митців, які намалювали 8 муралів на станції метро Осокорки у Києві. Для цього з державного бюджету було виділено 3,6 млн гривень, але виявилось, що закордонні митці малювали їх безкоштовно. У Міністерстві інфорполітики роз'яснили, що гроші з виділеного кошторису зокрема пішли на проживання (з активним відпочинком) та перельоти художників преміум класом. Зі свого боку Гео Лерос ствердив, що кінцева вартість артпроєкту взагалі перевищила бюджет на пів мільйона гривень.
Автор першої української книги про вуличне мистецтво Kyiv Street Art. Режисер короткометражного фільму A lifetime older, заснованого на реальних подіях. У стрічці йдеться про героя АТО, вчителя-медика. Режисер відеокліпів для українських артистів.
Володар премії Best short film Міжнародного фестивалю в Калькутті за фільм A lifetime older, володар премії «Чудовий короткий документальний фільм» (англ. Excellent Short Documentary) Міжнародного кінофестивалю в Сан-Франциско.
9 вересня[уточнити] став жертвою нападу в залі Верховної Ради, після критики провалу операції по затриманню «вагнерівців».

### Політика
На парламентських виборах 2019 року обраний народним депутатом України від партії Слуга народу (№ 23 у списку). Безпартійний.
Заступник голови комітету з питань гуманітарної та інформаційної політики (з 29 серпня 2019 року), голова підкомітету з питань культурної політики.
Став головною дієвою особою першої бійки у Верховній раді 9-го скликання між депутатами однієї фракції — Слуга народу, причиною чому, на думку Ірини Верещук, є «своєрідне почуття гумору» Лероса, що нецензурно висловлюється навіть у сесійній залі Верховної ради. За такі висловлювання депутата, за Верещук вступився нардеп Бужанський, котрий потяг Гео за колону зали з вимогами вибачень. Лерос заявив, що нікого не ображав, і попросив Верещук вказати йому на можливі образи.
13 січня 2020 року увійшов до складу Ради з питань розвитку Національного культурно-мистецького та музейного комплексу «Мистецький арсенал».

### Виключення зі Слуги народу
1 вересня 2020 року Лерос у ВРУ розкритикував президента Зеленського, звинувативши його у «злитті зі старою системою», кумівстві і «здачі країни в оренду олігархам». Він використав ті ж порівняння про «мікроб і бактерій», які Зеленський вжив на з'їзді партії 30 серпня, описуючи так неназваних депутатів, що «забули, як вони сюди потрапили і для чого».
Того ж дня депутати «Слуги народу» зібрали підписи й виключили Лероса зі складу фракції. Таким чином, він не позбувся депутатського мандату, а став позафракційним і має право вступити в іншу фракцію чи групу.
У лютому 2023 року Верховна рада відсторонила Лероса від пленарних засідань до кінця поточної сесії або припинення воєнного стану та зміни режиму роботи ВРУ. На початку 10-ої сесія Парламенту народний депутат Гео Лерос офіційно повернувся до виконання депутатських обов’язків.
20 грудня 2023 року правоохоронці закрили кримінальне провадження щодо підпалу автомобіля народного депутата Гео Лероса. Це обумовлено закінченням строків досудового розслідування. 

## Плівки Лероса
Плівки Лероса — це серія провокативних записів за участі політиків, опублікованих Гео Леросом на власному YouTube-каналі.

### Плівки Єрмака
29 березня 2020 року депутат зі Слуги народу Гео Лерос опублікував кілька фрагментів відеозаписів, зроблених прихованою камерою, на яких кілька людей ведуть розмови пов'язані з призначеннями на різні посади і один з них був схожий на брата Андрія Єрмака — Дениса. На думку Лероса, Андрій Єрмак за посередництва брата продає державні посади. Лерос надіслав відповідне звернення до НАБУ, а ДБР відкрила справу проти нього одразу за чотирма статтями КК. Захищати Лероса взялася юридична компанія «Міллер».
Андрій Єрмак пов'язав появу записів за день до найважливіших голосувань в парламенті зі спробою зриву співпраці України з МВФ та підведення країни до межі дефолту. За його словами, «і всередині країни, і за її межами є величезна кількість людей, які хочуть вдарити по Офісу президента», в той час як Денис назвав записи нарізками, вирваними з контексту, а скандал — цілеспрямованою атакою на його брата, який заважає деяким олігархам.
Президент України Володимир Зеленський заявив, що плівки за участю брата керівника ОП — «марна справа», тому що Єрмак «не взяв грошей». Зеленський додав, що не уявляє, «що б Єрмак собі б зробив, якби його брат десь щось узяв».
23 квітня САП перекваліфікувала справу зі «зловживання впливом» на «шахрайство» і передала до Національної поліції. Після публікації цих «плівок» правоохоронні органи відкрили 5 кримінальних проваджень.
14 липня 2020 року Служба безпеки України за підозрою в шахрайстві затримала Дмитра Штанька. Саме він не тільки фігурував на скандальних записах разом з братом глави Офісу президента, але очевидно, сам здійснював ці записи. Штанька затримали при отриманні 100 тисяч доларів хабаря в рамках справи про шахрайство. Як стверджують в СБУ, Штанько був посередником і взяв гроші «за сприяння у вирішенні питання з правоохоронними органами по поверненню вилученого майна». Однак вже в кінці місяця він вийшов під заставу 630 тисяч гривень.
15 вересня Денис Єрмак подав позов до Печерського районного суду м. Києва на Лероса про захист честі, гідності та ділової репутації та зобов'язання вчинити дії.

### Плівки Тищенка
2 жовтня 2020 Лерос оприлюднив фрагменти розмов, які він приписує Денису Комарницькому і Миколі Тищенку. На цих записах Комарницький нібито розповідав Тищенку, як тікав від обшуків у справі про розкрадання коштів на будівництві Подільсько-Воскресенського моста. На думку Лероса, президент Володимир Зеленський і голова його офісу Андрій Єрмак покривають корупційну діяльність Комарницького в Києві. 7 жовтня опублікована друга частина записів, в якій наче б то ті самі люди обговорюють напад на Лероса.